# Riera d'Arenys
La riera d'Arenys, o de Sobirans, és una riera que travessa Arenys de Munt i Arenys de Mar fins a desembocar al mar Mediterrani a la platja de la Picòrdia.
Està catalogada com a morfotip geològic a escala internacional pel catedràtic de geologia Oriol Riba i Arderiu com a «riera d'Arenys». Té —cada vegada menys— flora i fauna autòctona.
La història d'Arenys de Mar i d'Arenys de Munt està directament vinculada a la riera que les vertebra. Els primers habitants de la zona van assentar el poblat ben a prop de la riera, ja que era el lloc on sempre hi havia aigua per al reg. El mateix nom d'Arenys sembla que estaria directament relacionat amb la riera, ja que en un document del segle x es fa referència a l'església de Sant Martí d'Arenys de Munt com a l'església supra arenios, és a dir, sobre els arenys, referint-se directament a la riera.
Han estat molts els artistes que s'han inspirat en la riera: Salvador Espriu i Castelló, Lluís Ferran de Pol, Jordi Bilbeny, Assumpció Ribas, etc. La riera al seu pas per Arenys de Mar ja ha estat del tot malmesa. Es va asfaltar i després soterrar, de manera que les aigües són totalment canalitzades i es perd cap al mar. En conseqüència els aqüífers no es regeneren.